# Cecilie Leganger
Cecilie Leganger, född 12 mars 1975 i Bergen, är en norsk före detta handbollsmålvakt. År 2001 utsågs hon av IHF till Årets bästa handbollsspelare i världen.

## Karriär
Cecilie Leganger började med handboll då hon var 13 år.
Den 2 februari 1993, 17 år gammal, debuterade Cecilie Leganger i norska landslaget. Vid VM i slutet av samma år på hemmaplan blev hon utsedd till turneringens bästa målvakt för första gången. Hon deltog vid åtta mästerskap för Norge och blev sex gånger utsedd till respektive turnerings bäste målvakt.

## Klubbar
- Løv-Ham
- Fyllingen Håndball
- Tertnes IL (–1996)
- Bækkelagets SK (1997–2001)
- Tertnes IL (2001–2003)
- RK Krim (2003–2004)
- Slagelse DT (2004–2008)
- FC Köpenhamn (2008–2010)
- Larvik HK (2010–2014)

## Utmärkelser
- Hon har fått utmärkelsen Årets bästa handbollsspelare i världen 2001 av International Handball Federation.[2][3]
- Bästa målvakt i VM 1993, 1995, 1999 och 2001.
- Bästa målvakt i EM 1994 och 1998.
- Mest värdefulla spelare i VM 1993.
- Årets målvakt 2001 och 2002 i den norska ligan.
- Årets målvakt 2005, 2006, 2007, 2008 och 2009[4] i den danska ligan.
- Årets spelare 2007 i den danska ligan (utvald av en spelarkommitté).[5]